# Каспер Мясковський
Каспер Мясковський (пол. Kasper Miaskowski, 1549/1550 — 22 квітня 1622) — польський поет часів Речі Посполитої.

## Життєпис

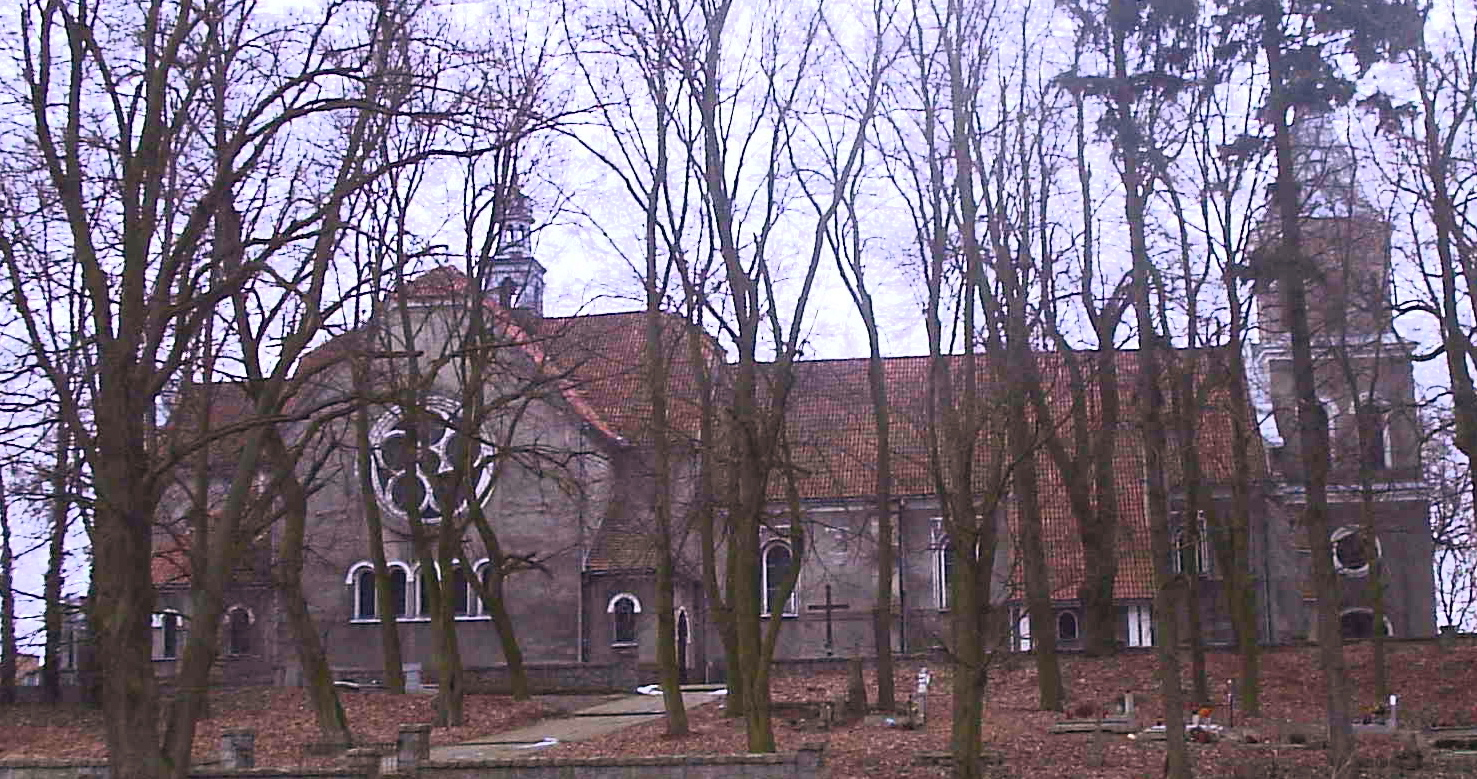
костел у Вельких Стшельцах

Походив зі шляхетського роду Мясковських гербу Леліва. Народився у 1549 або 1550 році у с. Смогожево поблизу м. Гостинь. Спочатку отримав домашню освіту, згодом навчався у монастирській школі бенедиктинців у Любіні та коледжу у Познані. Особливо цікавився Біблією, античною історією та міфологією. У 1571 році втратив батька. З 1584 року обіймав посаді у сільській адміністрації. Близько 1589 року одружився зі Зофією Щодровською (пол. Zofia Szczodrowska). Отримав покровительство впливового маганта і літератора Яна Щенсного-Гербурта. У 1603 році перебрався до села поблизу Кутно. Наприкінці життя повернувся до рідного села, де й помер 22 квітня 1622 році. Похований у Вельких Стшельцах. Пам'ятну таблицю з епітафією, яку написав сам, дружина наказала вмурувати у стіну костелу у Вельких Стшельцах (тепер Великопольське воєводство), яка існувала принаймні перед 1975 році.

### Творчість
Більшість його творів увійшли до збірки «Збори ритмів», що було завершено у 1612 році. У віршах I частини збірки відчувається вплив давньоримського поета Горація, чуються відгомони важливих подій сучасності («Dyalog о zjezdzie Jędrzejowskim» — на рокош Зебжидовського). Релігійна лірика, складова II частина збірки, відрізняється вже характерним для бароко переплетенням християнських мотивів з античною міфологією, а в області стилю — появою синтаксичної ускладненості.